# Edward John Eyre
Edward John Eyre (5. august 1815 - 30. november 1901) var en engelsk opdagelsesrejsende i Australien, koloniadministrator, viceguvernør i provinsen New Munster i New Zealand og guvernør i Jamaica.

## Tidlige liv
Eyre blev født i Whipsnade i Bedfordshire, England kort før hans familie flyttede til Hornsea i Yorkshire, hvor han blev døbt. Hans forældre var præsten Anthony William Eyre og Sarah (født Mapleton). Da han havde afsluttet latinskolen i Louth og Sedbergh, flyttede han til Sydney i kolonien New South Wales i Australien, i stedet for at gå ind i hæren eller på universitet.

## I South Australia
Eyre fik hurtigt gode forbindelser i det nye land og kunne en måned før, han fyldte 18, købe 400 lam.
I december 1837, drev Eyre og 8 kvægdrivere 1.000 får og 600 stykker kvæg fra Monaro i New South Wales over land til Adelaide i South Australia, hvor de ankom i juli 1838. I Adelaide kunne Eyre sælge dyrene med stor fortjeneste.
Med penge fra salget drog Eyre ud for at udforske det indre af South Australia. I 1839 tog han ud på to forskellige ekspeditioner. Først tog Eyre mod nord, hvor han nåede den sydlige del af Flinders Ranges. Det nordligste punkt, han nåede på denne ekspedition, blev navngivet Mount Eyre af Guvernør Gawler 11. juli 1839. Den anden ekspedition gik først mod vest og lidt forbi, hvor Ceduna ligger i dag, og derefter tilbage, hvor han så en stor udtørret saltsø, som senere blev navngivet Lake Torrens.
I 1840 tog Eyre på en tredje ekspedition, hvor han nåede endnu en stor udtørret saltsø, som senere blev navngivet efter ham, Lake Eyre.

## Over land til Albany
I 1840-41 blev Eyre den første europæer, der sammen med aborigineren Wylie, rejste langs Great Australian Bight og gennem Nullarbor Plain, i alt næsten 3.200 kilometer, til byen Albany i Western Australia. Fra starten af ledte han ekspeditionen med John Baxter og de havde tre aboriginere med. 29. april 1841 dræbte to af aboriginerne Baxter og forsvandt med størstedelen af forsyningerne. Eyre og Wylie overlevede kun fordi de ved en bugt nær Esperance i Western Australia, tilfældigt stødte på det franske hvalgangerskib Mississippi, med en engelsk kaptajn, Thomas Rossiter. Eyre navngav stedet Rossiter Bay. 
I 1845 vendte han tilbage til England på skibet Symmetry. Det sejlede under kaptajn Elder fra Port Adelaide 16. december 1844 og via Cape Town. Da skibet nåede England, lagde det først til i Deal i Kent 11. maj 1845, før det endeligt ankrede op i London 12. maj. Han medbragte to aboriginske drenge.
I England udgav han en beretning om sine rejser.

## Viceguvernør i New Zealand
Fra 1848 til 1853 var Eyre viceguvernør i New Zealands New Munster Province (Wellington og Sydøen) under Sir George Grey. Han giftede sig i 1850 med Adelaide Ormond, der var en søster til politikeren John Davies Ormond.

## Guvernør i Jamaica
Fra 1854 var Eyre guvernør for flere britiske kolonier i Caribien, heriblandt Saint Vincent og Antigua.
I 1862 blev han guvernør i Jamaica. Eyre godkendte nye love, der straffede med trædemølle for visse forseelser, og piskning for at stjæle mad. George William Gordon, som var af blandet race og medlem af parlamentet i Jamaica, kritiserede Eyres drakoniske tiltag, og advarede at "hvis vi bliver styret af sådan en guvernør meget længere, vil folket gribe til våben og blive selvstyrende."
Baptistprædikanten og oprørslederen Paul Bogle anstiftede og anførte et oprør i 1865, Morant Bay-oprøret, der startede da 7 demonstranter blev skudt og dræbt af en frivillig milits. Demonstranterne stormede derefter en retsbygning og dræbte 18 militsfolk og embedsmænd. Eyre var bange for at oprøret skulle brede sig. Han erklærede undtagelsestilstand i området og slog hårdt ned på oprørerne. Op mod 439 sorte bønder blev dræbt, omkring 600 blev pisket og 1000 huse brændt ned.
Eyre troede fejlagtigt, at Gordon var en af lederne bag oprøret, og han godkendte henrettelsen af Gordon, der blev stillet for en krigsret af løjtnant Herbert Brand, anklaget for højforræderi. Gordon blev dømt og allerede to dage senere, 23. oktober, blev han hængt. 25. oktober blev Bogle også hængt sammen med 14 andre.
Den ledende europæiske overklasse betragtede Eyre som en helt, der have reddet Jamaica fra en katastrofe. Eyres indflydelse på de hvide plantageejere var så stor, at han overbeviste parlamentet om at godkende ændringer, så den eksisterede styreform ville ophøre og Jamaica igen blive en kronkoloni, med et udnævnt parlament i stedet for et valgt. Han håbede på denne både at stramme grebet om magten og afværge yderligere oprør. Denne ændring endte den stigende indflydelse for farvede, der var valgt til parlamentet, og som Eyre ikke havde tillid til. Det var mænd som Gordon, Edward Jordon og Robert Osborn. Før det opløste sig selv, godkendte parlamentet en række love i forbindelse med den aktuelle situation, herunder en lov, der sanktionerede undtagelsestilstanden og, hvilket var meget vigtigt for den senere retssag Phillips mod Eyre, en lov om at holde alle skadesløse for handlinger, der blev gjort i god tro for at undertrykke oprøret efter proklamationen af undtagelsestilstand..
Begivenhederne vakte opstandelse mange steder i England, og der var krav om, at Eyre skulle arresteres og stilles for retten for at have myrdet Gordon. John Stuart Mill organiserede en komite, Jamaica Committee, som krævede retsforfølgelse af Eyre. Komiteen havde en række prominente liberale, intellektuelle medlemmer som John Bright, Charles Darwin, Frederic Harrison, Thomas Hughes, Thomas Henry Huxley, Herbert Spencer og A. V. Dicey. Andre notable medlemmer af komiteen var Charles Buxton, Edmond Beales, Leslie Stephen, James Fitzjames Stephen, Edward Frankland, Thomas Hill Green, Frederick Chesson, Goldwin Smith, Charles Lyell og Henry Fawcett.
Som modsvar stiftede Thomas Carlyle i september 1866 endnu en komite, The Governor Eyre Defence and Aid Committee, som mente at Eyres handlinger var nødvendige for at genoprette ro og orden. Komiteens sekretær var Hamilton Hume, et medlem af Royal Geographical Society, som også havde været opdagelsesrejsende i Australien. Denne komite havde også en række kendte støtter: John Ruskin, Charles Kingsley, Charles Dickens, Lord Cardigan, Alfred Tennyson og John Tyndall.
Sager mod løjtnant Brand og brigadegeneral Alexander Nelson, der havde ansvaret for nedkæmpelsen af oprøret, blev forelagt Central Criminal Court i London, men storjuryen afviste begge sager. Eyre boede i Market Drayton i Shropshire, som lå udenfor rettens jurisdiktion, så en sag mod ham blev også afvist. Advokaten James Fitzjames Stephen rejste til Market Drayton, men kunne ikke overbevise retten her om at føre en sag mod Eyre. Jamaica-komiteen bad derefter den siddende Attorney-General (statsadvokat) om at godkende en sag mod Eyre, men blev afvist. Eyre flyttede herefter til London, da han selv ville have en afklaring på sagen. Dommeren ved Bow Street Police Court afviste at arrestere ham med henvisning til de to sager mod soldater, der tidligere var blevet afvist, hvorefter anklagere ansøgte Queen's Bench (en del af den engelske højesteret) om et mandat begrundet i Criminal Jurisdiction Act 1802 og fik medhold. Efter fremlæggelsen af sagen mod Eyre afviste Queen's Bench-juryen dog sagen, og Eyre gik således fri for kriminel forfølgelse.
Sagen gik videre til de civile domstole. Jamaicaneren Alexander Phillips anklagede Eyre for seks tilfælde af overfald og ubegrundet fængsling, og sagen blev til sidst bragt for den britiske ret Court of Exchequer som Phillips v Eyre (1870) LR 6 QB 1, Exchequer Chamber. Dommer James Willes frikendte også Eyre. Begrundelsen var, at forseelsen skulle være strafbar, der hvor den blev begået (Jamaica), såvel som der hvor sagen var for retten (London). Retten vurderede, at den ikke var strafbar under jamaicansk lovgivning (da man godkendte den lovændring, som Eyre selv gennemførte). Dommen om dobbelt strafbarhed kom til at skabe præcedens i engelsk og australsk lovgivning om lovkonflikter og lovvalg i internationale erstatningssager.

## Senere liv
Eyres udgifter til retssagen blev dækket af den britiske regering i 1872, og i 1874 fik han tildelt pension som tidligere koloniguvernør. Han boede resten af sit liv i Walreddon Manor i sognet Whitchurch nær Tavistock i Devon, hvor han døde 30. november 1901. Han er begravet på Whitchurch kirkegård.

## Eftermæle
Der er opstillet en statue af Eyre i Victoria Square i Adelaide. En anden statue af Eyre står i Rumbalara Reserve i Springfield i New South Wales på Mouat Walk. I 1970, udgav det australske postvæsen et frimærke med hans portræt.
I South Australia er Lake Eyre, Eyre Peninsula, Eyre Creek, Edward John Eyre High School og Eyre Hotel i Whyalla opkaldt efter Eyre. Det gælder også Eyre Highway (hovedvejen fra South Australia til Western Australia) og valgdistriktet Eyre i Western Australia. I New Zealand er landsbyerne Eyreton og West Eyreton, Eyrewell Forest i Canterbury samt Eyre Mountains og Eyre Creek i Southland opkaldt efter Eyre.
Eyres ekspedition i 1840 blev dramatiseret i 1962 i det australske radiospil Edward John Eyre af Colin Thiele.
I 1971 skrev den australske komponist Barry Conyngham operaen Edward John Eyre med digte af Meredith Oakes og uddrag fra Eyres Journals of Expeditions of Discovery.